# Megafonitis
Megafonitis is een plotselinge reactie van een motor als het gas wordt dichtgedraaid.
Het ontstaat vooral bij motorfietsen wanneer een megafoonuitlaat wordt gemonteerd zonder dat de motorafstelling wordt aangepast en was vooral een probleem toen de eerste megafoonuitlaten in de jaren vijftig verplicht werden voor racemotoren. Door de toepassing van brandstofinjectie komen dergelijke problemen niet meer voor.